# METAR
METAR je oblik kodiranog meteorološkog izvještaja.
Ime METAR potiče iz francuskog jezika, od skraćenog naziva  MÉTéorologique Aviation Régulière (message d’observation météorologique régulière pour l’aviation), redoviti vremenski izvještaj za zrakoplovstvo.
Kao svjetski standard usvojen je 1996. godine. Mahom ga koriste piloti u sklopu priprema za let i meteorolozi za izradu prognoza vremena. Relativno je lak za razumijevanje, jer se koriste skraćene engleske riječi.

## Osnovni sastav izvještaja
| Tip   | ID   | Vrijeme | Vjetar     | Vidljivost | Uvjeti | Nebo   | T/Tr  | Tlak  | Napomene |
| ----- | ---- | ------- | ---------- | ---------- | ------ | ------ | ----- | ----- | -------- |
| METAR | LDZA | 041630Z | 19020G26KT | 5000       | –SHRA  | BKN110 | 12/08 | Q1016 | RMK AO2  |

### METAR - Tip izvještaja
- METAR je plansko periodično promatranje. Načelno, izvještaji se generiraju svakog sata.
- SPECI promatranje nije plansko, već ovisi o ispunjenju određenih kriterija, kao što su slaba vidljivost, niski oblaci, ledene oborine ili oluje.

### LDZA - Identifikacija (ID) stanice
Identificiranje stanice sastoji se od 4 slova (ili 2 broja u postupku registracije aerodroma). Načelno, prvo slovo je oznaka kontinenta ili grupe država u okviru kontinenta. Drugo slovo predstavlja državu u toj regiji, a posljednja dva slova označavaju određeni aerodrom.
- U ovom primjeru, L je jugoistočna Europa, D je Hrvatska i ZA je Zračna luka Zagreb.
- Ostali primjeri su LDZD (Zadar), LDSP (Split), LDPL (Pula), LQSA (Sarajevo), LYBE (Beograd), LYNI (Niš), LWSK (Skoplje), EDDF (Frankfurt na Majni) itd.

### 041630Z - Datum i vrijeme
- 04 - Datum u mjesecu.
- 1630 - Vrijeme promatranja.
- Z - Označava vrijeme zone "Z", odnosno UTC.

### 19020G26KT - Vjetar
- 190 (prva tri broja) - Pravac vjetra iskazan u stupnjevima (0 do 360).
- 20 (sljedeća dva broja) - Brzina vjetra iskazana u čvorovima (1 čv = 1 NM/h = 1,852 km/h  = 0,5 m/s).
- G26 - Predstavlja nalet vjetra (en. Gust). U ovom slučaju nalet je 26 čvorova. Nalet vjetra se ne prikazuje redovito u izvještaju, već samo pri ispunjenju određenog kriterija.
- KT - Čvor, anglosaksonska jedinica za brzinu (skraćenica riječi en. knot). Uvijek će se nalaziti na kraju grupe.
- Za vjetar s brzinom manjom od 6 čvorova može se javiti grupa VRB05KT (VRB umjesto stupnja) koja označava da je pravac vjetra promjenjiv. To je ono što se u prognozama navodi kao "slab vjetar promjenljivog pravca".
- Za vjetar s brzinom većom od 6 čvorova može se pojaviti i 18015KT 150V210. Vjetar je iz pravca 180 stupnjeva jačine 15 čvorova, ali je stvarni pravac promjenjiv između 150 i 210 stupnjeva. Da bi vjetar preko 6 čvorova bio promjenjiv, mora imati otklon od najmanje 60 stupnjeva.

### 5000 - Vidljivost
- Vidljivost iskazana u metrima: 5000 m. 9999 označava vidljivost preko 10 km.
- Na engleskom govornom području će ova grupa biti u obliku 6SM, tj. 6 milja (Statute Miles, 1 SM = 1,609 km).

#### Vidljivost na pisti
Iza grupe vidljivost može se javiti podgrupa "Vidljivost na pisti" (Runway Visual Range ili RVR). Ova grupa se javlja ako je vidljivost ispod 1 milje. Oznaka podgrupe je R iza koga slijedi dvoznamenkasta oznaka piste, a iza kose crte je četveroznamenkast broj koji predstavlja horizontalnu vidljivost iskazanu u metrima. Na primjer, R05/0800 označava da je na pisti "05" vidljivost 800 metara. Ako su vrijednosti vidljivosti izvan granica izvještavanja, mogu se ispred vrijednosti dodati slova M (ispod) ili P (iznad). Na primjer, R05/M0100 bi značilo da je na pisti "05" vidljivost manja od 100 metara. Nedostajući podatak će se kodirati kao R23///// (4 kose crte).

### –SHRA - Trenutačni uvjeti
- (–) označava slab intenzitet. Oborine će biti slabe (–), umjerene( ), ili jake (+) zavisno od određenih kriterija. Pojednostavljeno, to je intenzitet snjega, kiše, tuče...
- SH je pljusak, a RA označava kišu. Znači, trenutno je slab pljusak (kiše).
- Sljedeća tablica je isječak iz knjige  Arhivirana inačica izvorne stranice od 20. travnja 1999. (Wayback Machine) Federal Meteorological Handbook-1 (FMH-1)  Arhivirana inačica izvorne stranice od 20. travnja 1999. (Wayback Machine):

| Kvalifikator | Kvalifikator                                                          | Vremenski fenomen                                                               | Vremenski fenomen                                          | Vremenski fenomen                                                                                       |
| --- | --------------------------------------------------------------------- | ------------------------------------------------------------------------------- | ---------------------------------------------------------- | --- |
| Intenzitet ili blizina 1 | Opis 2                                                                | Oborine 3                                                                       | Zasjenjenje 4                                              | Ostalo 5                                                                                                |
| – Slabo Umjereno (napomena 2) + Jako VC U blizini (napomena 3) | MI Površan PR Djelomičan BC Pramen SH Pljusak TS Oluja FZ Smrzavajući | DZ Rominjanje RA Kiša SN Snijeg IC Ledeni kristali GR Tuča UP Nepoznate oborine | BR Sumaglica FG Magla FU Dim DU Prašina SA Pijesak HZ Smog | PO Kovitlaci prašine ili pijeska SQ Vihor FC Tornado (napomena 3) SS Pješčana oluja DS Oluja s prašinom |
| Napomene: 1. Vremenske grupe se konstruiraju u sekvenci 1–5 iz gornje tablice, tj. Intenzitet, zatim Opis, Oborine itd. Na primjer, jak pljusak će se kodirati kao +SHRA. 2. Za umjereni intenzitet se ne koristi nikakav simbol. 3. Tornado se uvijek kodira kao +FC. |                                                                       |                                                                                 |                                                            | |

### BKN110 - Stanje neba
- BKN - Pretežno oblačno (pokrivenost neba oblacima od 5/8 do 7/8).
- 110 predstavlja visinu oblaka od 11000 stopa (1 stopa = 0,3 m)
- Oblačnost može biti FEW (pretežno vedro, pokrivenost 1/8 do 2/8), SCT (djelomično oblačno, 3/8 do 4/8), BKN (pretežno oblačno, 5/8 do 7/8) i OVC (oblačno, 8/8).
- Često se može naći više od jednog opisa (npr. SCT035 BKN090 OVC140)
- Za nepoznati plafon uzrokovan maglom, kišom, snijegom itd. će se koristiti opis VV (vertikalna vidljivost).
- Oznake za značajne oblake kao što su TCU (Towering Cumulus), CB (Cumulonimbus, ili pljusak/oluja) ili ACC (Altocumulus Castellanus) će se naći na kraju kategorije (tj. SCT035TCU).
- Vedro nebo se označava sa SKC ili CLR (oblačnost 0/8), ili s CAVOK (en: Ceiling And Visibility OKay) = vedro, neograničena vidljivost. Ove oznake su same za sebe kompletan izvještaj (iza njih ne slijede parametri).

### 12/08 - Temperatura i rosište
- 12 - Predstavlja temperaturu u stupnjevima Celzija.
- 08 - Predstavlja rosište (točku rose)  u stupnjevima Celzija.
- Ako temperatura ili rosište padnu ispod nule, ispred grupe će se naći slovo "M"  (tj. 03/M02). "M" znači minus.

### Q1016 - Tlak
- Q - Označava da se radi o svedenom tlaku (tlak sveden na razinu mora, MSLP).
- 1016 - Tlak iskazan u hPa.
- Alternativni oblik (u SAD) je prikazivanje vrijednosti altimetra (visinomjera) i u tom slučaju je oblik A3016:
  - A - Altimetar.
  - 3016 - Tlak od 30,16 inča živina stupca (1 inHg = 33,86 hPa).

### RMK AO2 - Napomene
- RMK - Oznaka za napomene i njome se označava kraj standardnog izvještaja i početak napomena, koje se stavljaju samo po potrebi.
- A02 - označava da je stanica automatska i da ima senzor oborina. Kad bi bilo AO1, značilo bi da stanica nema senzor oborina.

U Napomenama se koristi format TAF (Terminal Aerodrome Forecast) koda. Najčešće se tu nalazi kratkoročna prognoza (trend) za naredna dva sata, kao što je NOSIG = nema (neće biti) značajnih promjena, ili BECMG iza koje slijede vrijednosti za koje se očekuje promjena.
Napomene mogu imati dvije kategorije
- automatske, ručne i u obliku govornog jezika, npr. MT. AUGUSTINE VOLCANO 70 MILES SW ERUPTED 231505 LARGE ASH CLOUD EXTENDING TO APRX 30000 FEET MOVING NE
- dopunski podatci ili podatci za održavanje

#### Stanje piste
U zimskim mjesecima u napomenama se može javiti grupa koja daje podatke o stanju na pisti (State of the runway. Kao i grupa Vidljivost na pisti i ova grupa također počinje s Rxx/, ali ima šest podatkovnih znamenaka. Do 2008. godine grupa je bila bez vodećeg slova "R" i bez kose crte za razdvajanje oznake piste od podataka. Na primjer, posljednji izvještaj iz ožujka 2008. godine za LDZA bio je METAR LDZA 240530Z 23005KT 9999 -RA BKN016 OVC030 01/01 Q0992 0529//95 NOSIG, a prvi izvještaj s novim označavanjem 29. studenoga iste godine METAR LDZA 290000Z 03004KT 010V070 7000 OVC011 01/M00 Q1003 R05/29//95 NOSIG. Grupe "Vidljivost na pisti" i "Stanje piste" mogu se javiti jednovremeno u izvještaju, kao na primjer u prosincu 2019. godine: METAR LDZA 190000Z VRB01KT 0300 R05/0275N R23/0225N FZFG NSC M13/M15 Q1006 R05/19//95 NOSIG (R05 i R23 su dva pravca iste piste).
Značenje grupe je:
- Oznaka piste Rxx/, gdje je xx dvoznamenkasta oznaka piste (pravac u koraku od 10 stupnjeva).
- Prva znamenka označava vrstu nanosa na pisti, 0 = čista i suha, 1 = vlažna... / = nedostajući podatak.
- Druga znamenka pokazuje količinu kontaminacije, od 1 = manje od 10 % do 9 = 51 % do 100 %, / = nedostajući podatak (na primjer, pista je u procesu čišćenja).
- Treća i četvrta znamenka prikzuju dubinu nanosa, 00 = manje od 1 mm, 98 = 40 cm ili više, 99 = pista nije u funkciji, ili je u procesu čišćenja, // = nanos beznačajan ili nemerljiv.
- Peta i šesta znamenka predstavljaju koeficijent kočenja (00 do90 u koracima od 0,01, 91 = loše, 95 = dobro), // kad nedostaje podatak.

## Vanjske poveznice
- Web stranica Svjetske meteorološke organizacije
- Web stranica Nacionalne agencije za oceane i atmosferu (NOAA)